# Thil-sur-Arroux
Thil-sur-Arroux település Franciaországban, Saône-et-Loire megyében. Lakosainak száma 137 fő (2022. január 1.). Thil-sur-Arroux Saint-Didier-sur-Arroux, Luzy, Charbonnat és Saint-Nizier-sur-Arroux községekkel határos.

## Népesség
A település népessége az elmúlt években az alábbi módon változott:
| Lakosok száma | 150  | 146  | 140  | 133  | 131  | 131  | 128  | 136  | 137  |
|               | 2013 | 2015 | 2016 | 2017 | 2018 | 2019 | 2020 | 2021 | 2022 |